# Hrabstwo Mathews

Piramida wieku hrabstwa

Hrabstwo Mathews – hrabstwo w USA, w stanie Wirginia, według spisu z 2000 roku liczba ludności wynosiła 9207. Siedzibą hrabstwa jest Mathews.

## Geografia
Według spisu hrabstwo zajmuje powierzchnię 653 km², z czego 222 km² stanowią lądy, a 431 km² – wody.

### CDP
- Gwynn
- Mathews